# 1712 în literatură
Anul 1712 în literatură a implicat o serie de evenimente și cărți noi semnificative.  